# The Doctor's Bride
The Doctor's Bride è un cortometraggio muto del 1909. Il nome del regista non viene riportato nei credit del film.

## Trama
Il dottor Fletcher accoglie in casa sua la giovane figlia di un suo paziente che è morto. La povera orfana si trova in ristrettezze e il medico la tiene in casa come una figlia. Un anno dopo, Fletcher dichiara il suo amore alla ragazza che accetta di sposarlo. Il loro è un matrimonio felice, ma lui lavora spesso fuori casa e lei, per distrarsi, flirta innocentemente con dei conoscenti. Una sera, dopo che il marito è uscito dall'ufficio, lei si addormenta sul divano e comincia a sognare. E sogna una sua scappatella con uno dei suoi ammiratori più insistenti: lascia il marito per andare a vivere con l'amante. Ma questi si stanca presto di lei e la lascia. La sua avventura si sta trasformando in incubo ma arriva Fletcher, che ha finito di lavorare e sveglia l'adorata mogliettina. Lei gli racconta il suo sogno e vorrebbe mostrargli un biglietto del suo ammiratore, ma Fletcher, ridendo, lo strappa e lo getta via.

## Produzione
Il film fu prodotto dalla Lubin Manufacturing Company.

## Distribuzione
Distribuito dalla Lubin Manufacturing Company, il film - un cortometraggio della lunghezza di 175 metri - uscì nelle sale cinematografiche statunitensi il 30 agosto 1909. Nelle proiezioni, veniva programmato con il sistema dello split reel, accorpato in un'unica bobina con un altro cortometraggio prodotto dalla Lubin, la commedia The Haunted Hat.